# L'amore si odia
L'amore si odia es el segundo sencillo de Noemi del álbum Sulla mia pelle. La canción se canta con Fiorella Mannoia.

## La canción
L'amore si odia fue escrito por Diego Calvetti y Marco Cappelli; es el segundo sencillo de Noemi cantado con Fiorella Mannoia, L'amore si odia se publicó 10 de septiembre de 2009. La canción fue incluida en el álbum Sulla mia pelle publicado  el 2 de octubre de 2009. El sencillo fue certificado doble platino, excede 60.000 copias.

## Versiones
| N.º | Título                                                                            | Letras                           | Música         | Duración |  |
| 1.  | «L'amore si odia»                                                                 | Diego Calvetti y Marco Ciappelli | Diego Calvetti | 3:12     |  |
| 2.  | «L'amore si odia» (Bonus track (cantada solo por Noemi) en álbum Sulla mia pelle) | Diego Calvetti y Marco Ciappelli | Diego Calvetti | 3:09     |  |
| 3.  | «L'amore si odia (live)» (en álbum Il tempo e l'armonia de Fiorella Mannoia)      | Diego Calvetti y Marco Ciappelli | Diego Calvetti | 3:45     |  |

## El videoclip
El video musical producido por L'amore si odia está dirigida por Gaetano Morbioli. El video fue lanzado el 2 de octubre de 2009 y tiene una duración de 3 min : 17 s. Los protagonistas son Noemi y Fiorella Mannoia.

## Clasificación
| Clasificación (2009)       | Posición más alta |
| -------------------------- | ----------------- |
| Italian FIMI Singles Chart | 1                 |
| Euro Top 200               | 34                |
| Itunes                     | 1                 |
| Musica & Dischi            | 1                 |
| Dada                       | 1                 |
| Airplay Italia             | 1                 |

### ClasificaciónFIMI
| Posición | 1     | 1     | 2     | 3     | 3     | 2     | 3     | 4     | 2      | 3      | 5      | 7      | 7      | 8      | 12     | 8      | 9      | 12     |
| Notes    | [ 2 ] | [ 3 ] | [ 4 ] | [ 5 ] | [ 6 ] | [ 7 ] | [ 8 ] | [ 9 ] | [ 10 ] | [ 11 ] | [ 12 ] | [ 13 ] | [ 14 ] | [ 15 ] | [ 16 ] | [ 17 ] | [ 18 ] | [ 16 ] |